# Uralla Shire Council
Uralla Shire Council is een Local Government Area (LGA) in de Australische deelstaat New South Wales. Uralla Shire Council telt 6.075 inwoners. De hoofdplaats is Uralla.